# Jacques d'Adelswärd-Fersen
Barone Jacques d'Adelswärd-Fersen, o Jacques Fersen (Parigi, 20 febbraio 1880 – Capri, 7 novembre 1923), è stato un nobile, scrittore e poeta francese.

## Biografia

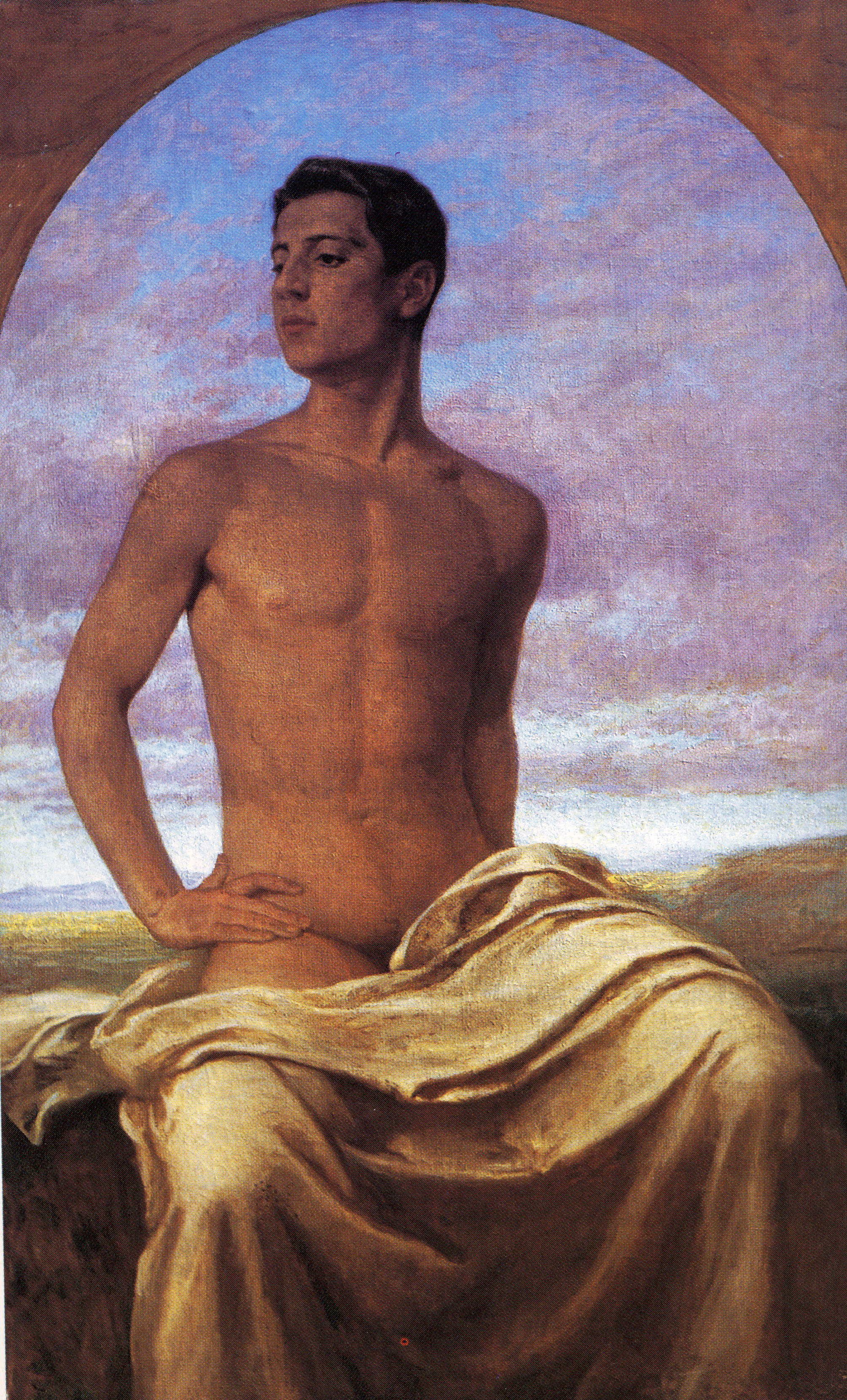
Nino Cesarini, compagno di Jacques d'Adelswärd-Fersen, dipinto da Paul Hoecker nel 1904.

Jacques d'Adelswärd ha vissuto gran parte della sua vita tra Francia e Italia, diventando uno dei personaggi più eccentrici e colorati della Belle Époque. Nel 1903 uno scandalo che coinvolgeva alcuni studenti di Parigi, coi quali fu accusato di celebrare "messe nere" a sfondo sessuale, rese Jacques d'Adelswärd-Fersen una "persona non grata" nei salotti francesi e compromise i suoi ipotetici  progetti di matrimonio. Iniziò allora ad abitare a Capri, dove fece costruire  l'imponente Villa Lysis, nella quale visse anche assieme al suo compagno Nino Cesarini, fino al suicidio per mezzo di una overdose di cocaina e champagne nel 1923. La villa Lysis divenne fin da subito ritrovo di intellettuali italiani e stranieri come Ada Negri, Gilbert Clavel, Gabriele D'annunzio, Jean Cocteau o ancora Ephy Lovatelli e Luisa Casati.
La sua figura è stata resa celebre dal romanzo L'esule di Capri di Roger Peyrefitte

### I primi anni
Nato Jacques d'Adelswärd, era discendente dal lato paterno di  Hans Axel von Fersen, un conte svedese che era stato amante di Maria Antonietta. D'Adelswärd in seguito aggiunse anche il cognome "Fersen" al suo cognome per ammirazione verso il suo lontano antenato. Successivamente, a Capri, tolse "d'Adelswärd" dal suo nome per chiamarsi semplicemente conte Fersen.
Il nonno di d'Adelswärd-Fersen aveva fondato l'industria dell'acciaio a Longwy-Briey, un'impresa a tal punto redditizia da rendere d'Adelswärd-Fersen estremamente ricco nel momento in cui entrò in possesso dell'eredità familiare, a 22 anni. Di conseguenza, egli divenne molto ricercato nei circoli più elevati, dato che varie famiglie speravano di fargli sposare una delle loro figlie.

### Il processo
Nel 1903, cominciarono a circolare accuse che il conte avesse celebrato messe nere nella sua casa al 18 di Avenue de Friedland. A quanto si diceva, questi episodi erano piuttosto festini orgiastici che vedevano la partecipazione di giovani studenti parigini, e comprendevano atti sessuali illeciti fra questi e il barone. Egli venne quindi accusato di comportamento indecente con minori, scontò sei mesi di prigione, venne multato di cinquanta franchi e perse i suoi diritti civili sul territorio Francese per cinque anni.
Lo scandalo fu in pratica la versione francese di ciò che era successo appena pochi anni prima a Oscar Wilde. Probabilmente, la fortuna di d'Adelswärd-Fersen fu che a queste feste, che egli chiamava scherzosamente "messe rosa", in riferimento al loro contenuto omosessuale, partecipassero anche altri illustri  personaggi dell'alta società parigina, i quali fecero più o meno pressione sui giudici perché lasciassero cadere qualcuna delle accuse, per ridurre l'impatto dello scandalo che avrebbe coinvolto anche loro.
Da ciò che sappiamo oggi dei fatti, le "messe rosa" di d'Adelswärd-Fersen erano probabilmente molto più innocenti di quanto si pensasse all'epoca in alcuni circoli. Prevalentemente sembra consistessero in letture di poesie e composizioni di tableaux-vivants di scene mitologiche nella grotta di Matermania, che includevano spesso giovani ragazzi semi-svestiti. Sembra comunque vero che d'Adelsward-Fersen avesse masturbato qualcuno dei ragazzi in almeno un'occasione. La notorietà data dalla stampa dell'epoca al processo è molto più legata al bigottismo della società francese che alla veridicità dei fatti.

### A Capri
Dopo che gli ipotetici progetti di matrimonio naufragarono a causa di ciò, d'Adelswärd-Fersen si ricordò dell'isola di Capri della sua giovinezza e decise di trasferirvisici. Sull'isola italiana comprò una vasta porzione di terreno e vi fece costruire una sontuosa villa; la zona è situata in cima a una collina all'estremità nord-est dell'isola, assai vicino al luogo in cui, due millenni prima, l'imperatore romano Tiberio aveva costruito la sua Villa Jovis. La sua casa, inizialmente chiamata Gloriette oppure Villa Fersen, fu infine battezzata Villa Lysis, con riferimento al dialogo di Platone Liside sul tema dell'amicizia e, secondo i moderni metri di giudizio, dell'amore omosessuale.
Villa Lysis era stata progettata dall'architetto francese Édouard Chimot con chiari riferimenti all'Art Nouveau. Al pianterreno vi è un fumoir, ovvero una piccola sala da fumo dove d'Adelswärd-Fersen usava consumare oppio e dove infine si suicidò. Un'iscrizione latina sopra l'entrata recita: Amori et dolori sacrum — "[Luogo] sacro all'amore e al dolore". La villa è rimasta per decenni in pessime condizioni, ma grazie a dei restauri promossi dal Comune di Capri all'inizio degli anni duemila è ora di nuovo aperta ai turisti.

## Pubblicazioni

### Lord Lyllian
Lord Lyllian, pubblicato nel 1905, è uno dei romanzi di d'Adelswärd-Fersen e probabilmente il suo lavoro più significativo, una satira dello scandalo in cui fu coinvolto a Parigi, con accenni anche al caso di Oscar Wilde.
L'eroe, Lord Lyllian, parte per una selvaggia odissea di dissolutezze, viene sedotto da un personaggio che sembra estremamente simile ad Oscar Wilde, si innamora di ragazze e ragazzi, e alla fine viene ucciso da un adolescente. Anche lo sdegno pubblico per le supposte messe nere viene satireggiato. Il lavoro è un audace miscela di realtà e finzione, compresi quattro personaggi che altro non sono se non alter ego dello stesso d'Adelswärd-Fersen.

### Akadémos

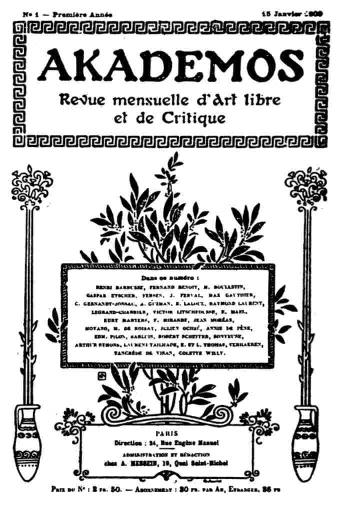
Copertina di "Akadémos", 1909

Akadémos. Revue Mensuelle d'Art Libre et de Critique fu il tentativo, di breve durata, di d'Adelswärd-Fersen di pubblicare una rivista mensile che promuovesse l'amore omosessuale. Quando il primo numero di Akadémos uscì nel 1909, fu la prima pubblicazione del genere in lingua francese. Tematicamente, aveva attinenze con la rivista tedesca Der Eigene, edita tra il 1896 e il 1931 da Adolf Brand, presentandosi come una rivista letteraria e di cultura. La somiglianza non era dovuta al caso, dato che Fersen aveva studiato questo tipo di pubblicazione prima di lanciare la propria.
Sfortunatamente, Akadémos sopravvisse solo un anno (dodici numeri), sia perché si dimostrò troppo costoso da produrre per il barone, sia perché l'atteggiamento con cui fu accolta dalla stampa e dalla società si rivelò estremamente ostile.
Ciononostante, i numeri che furono stampati contengono articoli e saggi da collaboratori celebri come Colette, Filippo Tommaso Marinetti, Roberto Bracco, Matilde Serao, Josephin Peladan, Georges Eekhoud, Achille Essebac, Claude Farrère, Henri Barbusse, Maxim Gorky, Jean Ferval ed Anatole France
Nel 2020, una giornata di studi è stata organizzata presso l'Università di Lille.
Il 27 maggio 2023, il comune di Capri ha organizzato una giornata commemorativa per il centenario della sua morte presso la villa Lysis. Il comitato responsabile dell'evento era composto da Jacques Perot, Gianpaolo Furgiuele, Jean Pascal Hesse, Clelia de Martino e Francesca Lovatelli.
Ogni anno, dal 2024, nel mese di settembre, l'associazione Jacques Fersen organizza, alla Villa Lysis, la cerimonia di consegna del Premio letterario europeo "Jacques Fersen".

## Opere
- Conte d'amour (1898), poesie
- Chansons légères (1900), poesie
- Musique sur tes lèvres (Ebauches et Débauches) (1901), poesie
- L'Hymnaire d'Adonis: à la façon de M. le marquis de Sade (1902), poesie
- Notre-Dame des mers mortes (Venise) (1902), romanzo
- Les cortèges qui sont passés (1903), poesie
- L'Amour enseveli: poèmes (1904), poesie
- Lord Lyllian (Messe Noires) (1905), romanzo
- Ainsi chantait Marsyas... (1907), poesie
- Une jeunesse (1907), racconto breve
- Le baiser de Narcisse (1907), romanzo
- Et le feu s'éteignit sur la mer... (1909), romanzo
- Hei Hsiang (Le parfum noir) (1921), poesie

## Traduzioni italiane
- Jacques Fersen, Amori et dolori sacrum, La Conchiglia, Capri 1990 (Prefazione di Roger Peyrefitte. Con 17 Ill. b/n f.t.).
- Jacques Fersen, E il fuoco si spense sul mare..., La Conchiglia, Capri, 2005.
- Jacques d'Adelswaerd Fersen, Oppio. Poesie scelte (selezione da Hei Hsiang. Le parfum noir [1926]), Caròla, Napoli e Milano 1990.
- Jacques d'Adelswärd-Fersen, Venezia. Nostra Signora dei Mari Morti, Supernova, Venezia 2020.

## Filmografia
- Capri – Musik die sich entfernt, oder: Die seltsame Reise des Cyrill K., (1983). Serie televisiva diretta da Ferry Radax per la WDR che ha come protagonisti i personaggi d'Adelswärd-Fersen, Nino Cesarini, e molte altre celebrità del passato di Capri[2].